# Magyar Nemzet
Magyar Nemzet — одна з основних газет в Угорщині. Її назва буквально означає «угорський народ». Заснована у 1937 році. За ідеологічним напрямом — помірковано консервативна. У квітні 2000 року об'єднатись з іншою консервативною газетою Napi Magyarország.